# Église Saint-Étienne de Vézelay
Pour les articles homonymes, voir Église Saint-Étienne et Saint-Étienne (homonymie).
L'église Saint-Étienne de Vézelay est une église située à Vézelay, en France.

## Localisation
L'église est située dans le département français de l'Yonne, sur la commune de Vézelay.

## Historique
En 1689, à l'occasion de la construction d'un nouveau clocher pour cette église, le curé Guenot découvre les vestiges d'un temple romain lié à Bacchus.
L'édifice est inscrit au titre des monuments historiques en 1960.